# Клод Гё
«Клод Гё» (фр. Claude Gueux) — рассказ французского писателя Виктора Гюго, впервые опубликованный в 1834 году. Посвящен критике уголовно-исполнительной системы своей эпохи и содержит ряд мотивов, которые позже легли в основу романа «Отверженные». Сюжет рассказа частично основан на реальных событиях, так как преступник по имени Клод Гё существовал в действительности.
Литературоведы ставят «Клода Гё» в один ряд с повестью Гюго «Последний день приговорённого к смерти»: в обоих произведениях писатель критикует общество, в котором власть принадлежит богачам, за несоразмерные вине наказания преступников-бедняков.